# Haus Frankreich-Courtenay
Das Haus Frankreich-Courtenay, auch jüngeres Haus Courtenay genannt, war eine französische Adelsfamilie, die von der Mitte des 12. bis in das 18. Jahrhundert hinein existierte. Abstammend von einem jüngeren Sohn des Königs Ludwig VI. von Frankreich stellte diese Familie einen Nebenzweig des Herrschergeschlechts der Kapetinger dar, neben dem älteren Haus Burgund und dem Haus Vermandois den drittältesten überhaupt.
Stammvater des Hauses war der Königssohn Peter I. (um 1126–1180/83), der die Erbin der Herrschaft Courtenay heiratete. Isabella von Courtenay entstammte dem ersten, älteren, Haus Courtenay, das noch in der Grafschaft Devon in England weiterexistierte. Von Peter und Isabella stammen alle nachfolgenden jüngeren Courtenays ab, die sich bereits in ihrer zweiten Generation in zwei Linien aufteilten.

## Kaiser von Konstantinopel
Historisch bedeutend war der erste Zweig, der von Peter II., dem ältesten Sohn Peters I., abstammte. Durch seine Ehen erwarb sich Peter II. die Grafschaften Nevers und Auxerre, sowie die Anwartschaft auf die Grafschaft Namur. Als Schwager der kinderlos verstorbenen Kaiser Balduin I. und Heinrich erlangte Peter II. schließlich den Titel eines Kaisers von Konstantinopel. Wenngleich er selbst auf dem Weg in sein Kaiserreich starb, das im Verlauf des vierten Kreuzzugs begründet worden war, so regierten dort seine Söhne Robert und Balduin II., bis Konstantinopel im Jahr 1261 von dem byzantinischen Exilkaiser Michael VIII. Palaiologos zurückerobert wurde.
Die Nachkommen Kaiser Balduins II. hielten weiterhin am Kaisertitel fest, ohne das Kaiserreich aber je wieder zurückerobern zu können. Die kaiserliche Linie der Courtenay starb 1307/08 mit Catherine de Courtenay aus, der zweiten Ehefrau des Grafen Karl von Valois. Catherine de Courtenay war auch die letzte Rechtsinhaberin ihrer Familie auf die namensgebende Burg Courtenay, sie übertrug ihre Rechte im April 1301 auf ihren Ehemann, womit Courtenay in den Besitz des Hauses Valois gelangte.

## Courtenay-Champignelles
Nach dem Ende der ersten Linie existierte in Frankreich noch die zweite Courtenay-Linie fort, die von Robert von Courtenay († 1239), Herr von Champignelles, abstammte, der ein jüngerer Sohn Peters I. von Courtenay war. Deren Vertreter waren im Besitz einiger Burgherrschaften und betätigten sich im Mittelalter vor allem als Teilnehmer von Kreuzzügen und Schlachten an der Seite ihrer königlichen Vettern. Bekannt ist Robert de Courtenay-Champignelles, Erzbischof von Reims, welcher nacheinander seine Cousins Ludwig X., Philipp V. und Karl IV. zu Königen von Frankreich gekrönt hatte.
Einige Courtenay betätigten sich im Militärdienst, ohne aber höhere Ränge erlangt zu haben.
Nachdem mehrere Zweige der Courtenay ausgestorben waren, wurde die Familie ab der Mitte des 17. Jahrhunderts nur noch von dem in Chevillon vertretenen Zweig repräsentiert.

## Prince de Courtenay
Louis de Courtenay († 1672), seigneur de Chevillon, nannte sich selbst prince de Courtenay um seinen Anspruch als königlicher Prinz von Geblüt (prince du sang royal), der ihm als kapetingischer Abkömmling zukomme, zu unterstreichen. Neben den regierenden Bourbonen waren die Courtenay ab dem 17. Jahrhundert das letzte kapetingische Adelshaus in Frankreich überhaupt. Allerdings wurde ihnen von Seiten der Bourbonen die Anerkennung als Prinzen von Geblüt verwehrt. Im Vertrag von Montmartre, der am 6. Februar 1662 mit Herzog Karl IV. von Lothringen geschlossen wurde, erkannte König Ludwig XIV. dem Haus Lothringen-Guise das Nachfolgerecht auf den französischen Thron zu, für den Fall, dass die Bourbonen mitsamt ihren Nebenlinien Condé, Conti und Orléans aussterben würden, obwohl das Haus Lothringen-Guise nicht von kapetingischer Abstammung war. Noch im selben Monat legte dagegen Louis de Courtenay vor dem Parlement de Paris seinen Protest ein und verlangte als legitimer Nachkomme König Ludwigs VI. in der Nachfolgeregelung von Montmartre noch vor dem Haus Lothringen-Guise berücksichtigt zu werden. König Ludwig XIV. aber zwang das Parlement, in einem so genannten lit de justice, am 27. Februar 1662 die bereits bestimmten Vereinbarungen des Vertrages zu ratifizieren, womit er den Courtenay ihr Geblütsrecht aberkannte. Ungeachtet dessen behielten Louis de Courtenay und seine Nachkommen den Titel prince de Courtenay bei.
Zwar hatte der Vertrag von Montmartre keinen langen Bestand, dennoch war von Seiten der Krone keine Anerkennung der Erbrechte der Courtenay abzuringen. In einem weiteren lit de justice erzwang Ludwig XIV. am 2. August 1714 die Aufnahme seiner Söhne Louis Auguste, duc du Maine, und Louis Alexandre, comte de Toulouse, und deren Nachkommen in die Thronfolge, obwohl sie von illegitimer, weil unehelicher Herkunft waren. Das Haus Courtenay wurde dabei erneut ignoriert.
Am 1. Oktober 1715, im Jahr der Thronfolge König Ludwigs XV., richteten Louis-Charles de Courtenay und seine Söhne Charles-Roger und Roger ein erneutes Gesuch an das Parlement um Anerkennung ihrer Abstammung, das aber genauso wie das erste abgewiesen wurde. Louis-Charles starb 1723, Charles-Roger beging 1730 Selbstmord und Roger starb 1733, womit deren Schwester Hélène die letzte direkte Nachkommin des Peter I. von Courtenay war. Hélène de Courtenay war seit 1712 mit Louis-Bénigne de Bauffremont († 1755), marquis de Bauffremont, verheiratet gewesen. Beide appellierten am 22. Februar 1737 erfolglos direkt an den König, nachdem auf einen Beschluss des Parlements hin ihre Titulierung princesse du sang royal de france aus allen Dokumenten des Hofes entfernt wurde.
Als letzte Angehörige des Hauses Courtenay starb Hélène de Courtenay am 20. Juni 1768. Ihre Nachkommen aus dem Haus Bauffremont nahmen den Titel prince de Courtenay wieder in ihre Titulierung auf.

## Stammliste (Auszug)
1. Peter I. (Pierre I.) (* wohl 1126; † zwischen 1179 und 10. April 1183 in Palästina), 1161 Seigneur de Courtenay, Montargis, Château-Renard, Champignelles, Tanlay, Charny et de Chantecoq, ⚭ nach 1150 Elisabeth (Ysabeau) de Courtenay, 1161 Dame de Courtenay etc. († 14. September nach 1205), Erbtochter von Renaud de Courtenay und Helvis du Donjon – Vorfahren siehe Stammliste der Kapetinger 
  1. Peter II. (* um 1155; † vor Januar 1218), Graf von Nevers und Auxerre, 1217 Kaiser von Konstantinopel ⚭ I 1184 Agnes von Nevers († 1192), Tochter des Grafen Guido I. (Haus Monceaux), ⚭ II Juni 1193 Jolante von Flandern († August 1219), Erbin der Grafschaft Namur, Tochter von Balduin V., Graf von Flandern, Schwester der Kaiser Balduin I. und Heinrich von Konstantinopel, Regentin
    1. Mathilde (* um 1188; † 12. Dezember nach 1254), 1192 Erbin von Nevers ⚭ I Okt 1199 Hervé IV. de Donzy († 22. Januar 1223), ⚭ II 1225 Guigues IV. Graf von Forez († 29. Oktober 1241)
    2. Margarete († 17. Juli 1270), Markgräfin von Namur 1228–1237 ⚭ I um 1210 Raoul III. d'Issoudun († 1. März nach 1212), ⚭ II vor 1217 Heinrich I. Graf von Vianden († 19. November wohl 1253)
    3. Elisabeth († nach August 1253), ⚭ I Gaucher de Bar-sur-Seine († 1219), Sohn von Milon von Le Puiset, Graf von Bar-sur-Seine (Haus Le Puiset); ⚭ II 1220 Eudes I. de Montagu († nach August 1253)
    4. Jolante († 1233), ⚭ 1215 Andreas II. König von Ungarn
    5. Agnes († nach 1247), ⚭ 1217 Gottfried II. von Villehardouin, Fürst von Achaia († 1245)
    6. Maria († nach 1228), ⚭ 1218 Theodor I. Laskaris Kaiser von Nicäa
    7. Eleonore († vor 1230), ⚭ Philippe I. de Montfort († 1270/73), (Haus Montfort-l’Amaury)
    8. Konstanze (1210 bezeugt)
    9. Sibylle (* 1197; † 1210), Nonne
    10. Philipp II. (1195–1226), Graf von Namur 1216, lehnte die angebotene Kaiserkrone von Konstantinopel ab
    11. Peter (1210 bezeugt), Geistlicher
    12. Robert († 1228 vor 13. Februar), Kaiser von Konstantinopel, ⚭ 1228 NN, Tochter des Balduin de Neufville
    13. Heinrich II. († 1229), Graf von Namur 1226
    14. Balduin II. (* 1218; † nach 15. Oktober 1273), Kaiser von Konstantinopel, ⚭ 19. April 1229 Maria von Brienne († nach 5. Mai 1275), Tochter von Johann von Brienne, König von Jerusalem, dann Mitkaiser in Konstantinopel,
      1. Philipp von Courtenay (* 1243; † 1283), Titularkaiser von Konstantinopel, ⚭ 15. Oktober 1273 Beatrice d’Anjou († 1275), Tochter von Karl von Anjou, König von Neapel
        1. Catherine de Courtenay († 1307/1308), ⚭ Karl I. Graf von Valois und Anjou (1270–1325) – siehe Haus Valois

      2. Helene, † 1314; ⚭ Stefan Uroš I. von Serbien

  2. Adelheid (* um 1160; † 1218), ⚭ I um 1178, geschieden 1180, Wilhelm I. Graf von Joigny († 1219), (Haus Joigny), ⚭ II Aimar I. Graf von Angoulême († 1218), (Haus Taillefer)
  3. Eustachia († nach 1235), ⚭ I Wilhelm von Brienne († vor 1199), ⚭ II 1200 Wilhelm I. von Champlitte, Fürst von Achaia († 1209/10), ⚭ III um 1211 Wilhelm Graf von Sancerre († 1219)
  4. Klementia, ⚭ vor 1185 Guy VI. de Thiern (Haus Thiern)
  5. Robert (1168–1239), ⚭ 1216/18 Matilde von Mehun-sur-Yèvre († 1240), Tochter (und Erbin) von Philipp
    1. Peter († 1250), Herr von Mehun, ⚭ Peronette de Joigny, Tochter von Gaucher (Haus Joigny)
      1. Amicia, ⚭ Robert II. von Graf von Artois (Haus Frankreich-Artois)

    2. Rudolf († 1271), Graf von Chieti
      1. Matilde, ⚭ Philipp († 1308), Regent von Flandern

    3. Wilhelm († 1282), Herr von Courtenay – Nachkommen, ausgestorben 1733

  6. Philipp († nach 1186)
  7. Wilhelm († 1233/47), ⚭ I vor 1209 Adeline de Noyers († nach 1222), Tochter von Clerambaud I., ⚭ II vor 1231 Nikolaea – Nachkommen
  8. Johann († nach 1221)
  9. Tochter, ⚭ Aimon III. de Charros († nach 1221)
  10. Konstanze, ⚭ I Gasce de Poissy, Seigneur de Châteaufort, ⚭ II Wilhelm von Breteuil, Seigneur de La Ferté-Arnaud und Villepreux[1]

## Wappengalerie

Das Wappen des Hauses Courtenay
Das Wappen der Linie Courtenay-Champignelles
Das Wappen der Linie Courtenay-Chevillon im 17. und 18. Jahrhundert.